# المأمونية (فندق)
فندق المأمونية المعروفة شعبيا باسم المامونية فندق خمس نجوم يقع في مدينة مراكش المغربية. واجهة جبال الأطلس، المامونية قائمة في قلب المدينة القديمة في مراكش، في الغرب. ومثل حديقة ماجوريل وجامع الكتبية وساحة جامع الفنا، هذا القصر يعتبره الكثير مقاما أسطوريا في المدينة. يمتلكه المكتب الوطني للسكك الحديدية لمدينة مراكش وصندوق الودائع المغربي. 

## تاريخ
الأسوار المحيطة بالفندق تعود إلى حكم الخليفة عبد المؤمن المؤسس لدولة الموحدين في القرن الثاني عشر. 
في القرن الثامن عشر، ما هو المامونية اليوم كان حدائق محاطة بأسوار المدينة القديمة تنتمي إلى السلطان محمد بن عبد الله العلوي وزوجته للا فاطمة. صمم السلطان الحدائق لولده الأمير مأمون وقدمها له هدية زفاف. أطلق الأمير اسم «أرسال المأمون» عليها، وصار «أرسال مأمونية». كان هناك نظام ري ثابت موجود.
استقبل السلطان الحسن الأول بعثة بريطانية عام 1887 في مراكش، وأقامها في قصر المأمونية حسب رواية الصحفي الإنجليزي والتر هارس في كتابه المغرب الذي كان.
المبني الأول، والذي كان ستتبعه أخرى كثيرة، المسمى «قصر المأمونية،» ظهر في القرن التاسع عشر ويشبه «منزلا متحضرا قائما في وسط الصحراء» ولكنه دمر عام 1922. مع ذلك، أخذت فكرة فندق كبير تترسخ حول عام 1920. في 1921، وقّع ألباغ لاپخاد التخطيط الأول للبناء، ثم آخر لغوباغ لياڤغ، ولكن في نهاية المطاف لم يتحقق واحد من الاثنين. في 1923، أدار المعماريان هنري بروست وأنطوان ماركيزيو بداية الأشغال على الفندق وغرفها الخمسين في طابق واحد، لحساب المكتب الوطني للسكك الحديدية، الجهة التي تتولى الإشراف. زين جاك ماجوريل الصالة، التي تحمل اسمه. في 1925، افتتح الفندق بتزين معاصر وبسيط ويحتل مبنيا مركزيا واحدا بجناح واحد فقط اسمه «جناح الكتبية.» وهذا المبني يتخذ اسم المأمونية، أي «لا مامونيا» (بالفرنسية: La Mamounia) بما أن هذا كله في فترة الاستعمار. في البداية، كان المقام يختص بالإقامة طويلة الأمد؛ جاء الضيوف بأثاثهم.
مشاهد من فيلم الرجل الذي عرف أكثر من اللازم (1934) للمخرج ألفريد هتشكوك تم تصويرها في المأمونية، وجاء إريك فون ستروهايم ليصور مشاهد لفيلم كذلك. منذ خمسينات القرن الماضي، الفندق يستعملها المخرجون كثيرا لتصوير مشاهد أفلام.
وبإرادة الملك الحسن الثاني، في 1977، تم تجديد الفندق بعد 9 أشهر بتخطيط المعماري المغربي عزيز لَزْرَق والمدير الفرنسي جولوي شولاي الذي عمل بجانبه. كان الاثنين يستشيرهما معماري الملك، جون أميل دوون. وفي أواخر ثمانينات القرن العشرين، تبعت ذلك التجديد أشغالٌ أخرى للمعماري أندراي پاكاغ، وهو مُزَيِّنُ الملك المعماري، أضافت طابقا رابعا وجناحا إضافيا وكازينو، بمزيج من أسلوبي التزيين آرت ديكو والمعمارية المغربية التقليدية، وهذا العمل ما جعل المأمونية فندقا ذا خمس نجوم.

### آخر تجديد
بعد 20 عامًا، أمر الملك محمد السادس كوالده سابقا بتجديد المأمونية فأغلقت أبوابها عام 2006 لأشغال استغرقت حتى سبتمبر 2009. بعد مر ثلاث سنوات وصرف 120 مليون يورو، افتتح الفندق مجددا وبيئته، من تصميم جاك گارسيا، تتسم بالجلاء والقتمة وظل اللون ومشيجه. خصص هذا التجديد 2 500 m2 لحمام معدني تراعيه شركة شيسيدو اليابانية. مع هذا التجديد، بلغ عدد العمال 800، وارتفع السعر ارتفاعا جذريا.
 · 

### مطاعم
المأمونية لها أربعة مطاعم: فرنسي وإيطالي ومغربي ومتوسطي

### حدائق
مكونة من شجر الزيتون والنخل والورد والجكراندة والصنوبر الحلبي والصبار وغيرها. ومن الحدائق بالإمكان رؤية مأذنة الكتبية وقمم جبال الأطلس المكسوة بالثلوج.

## معرض صور

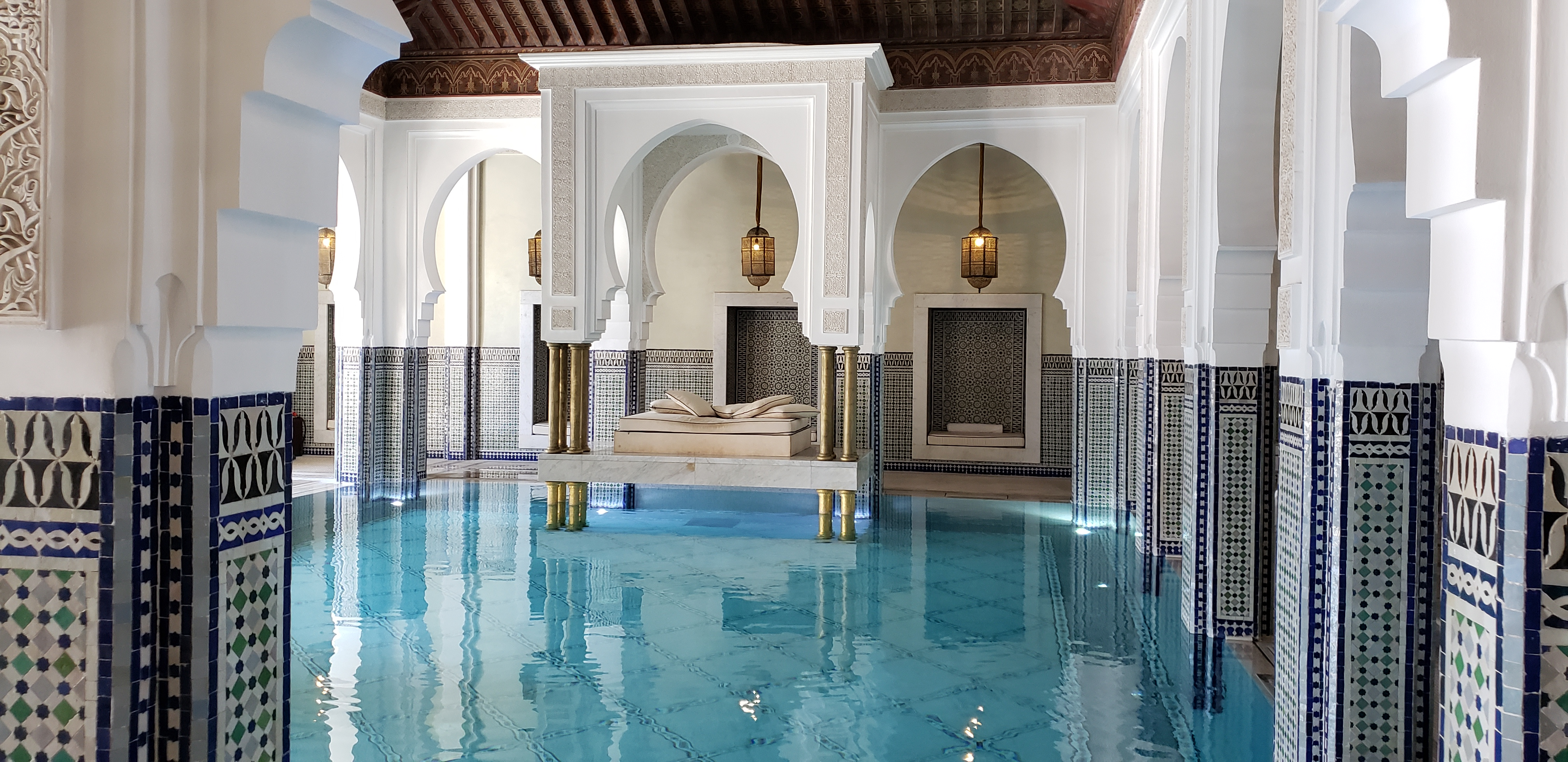
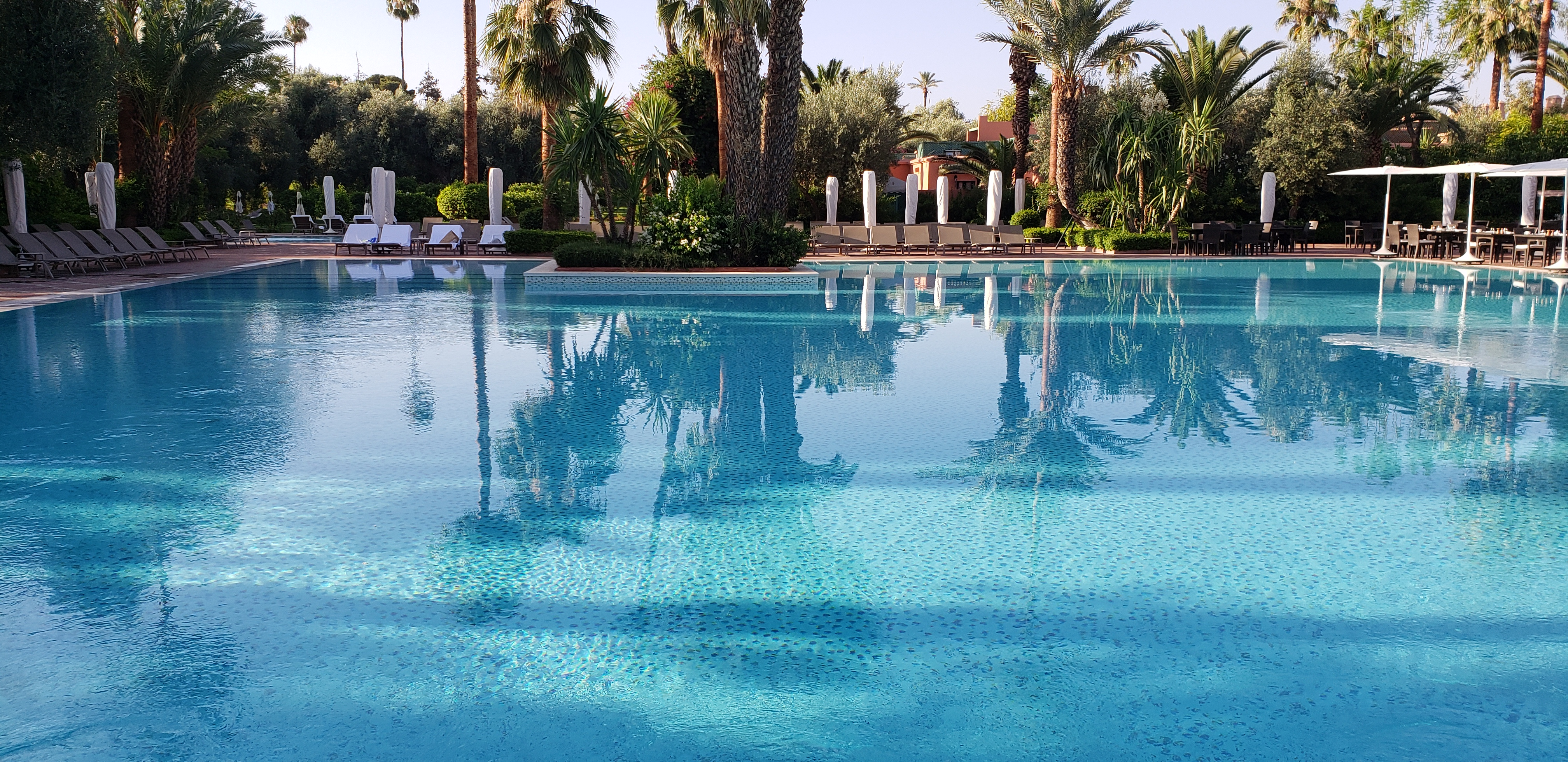
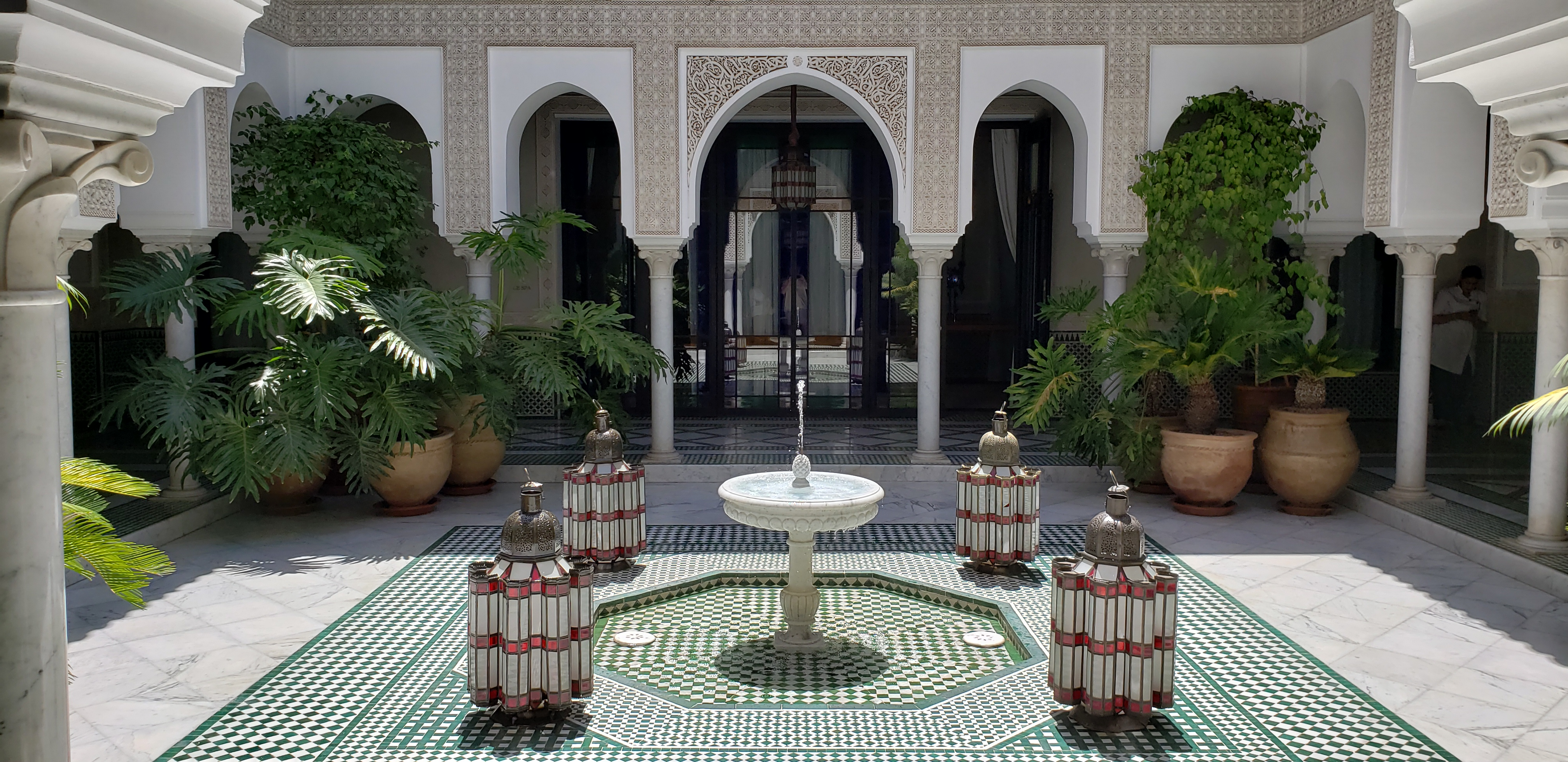
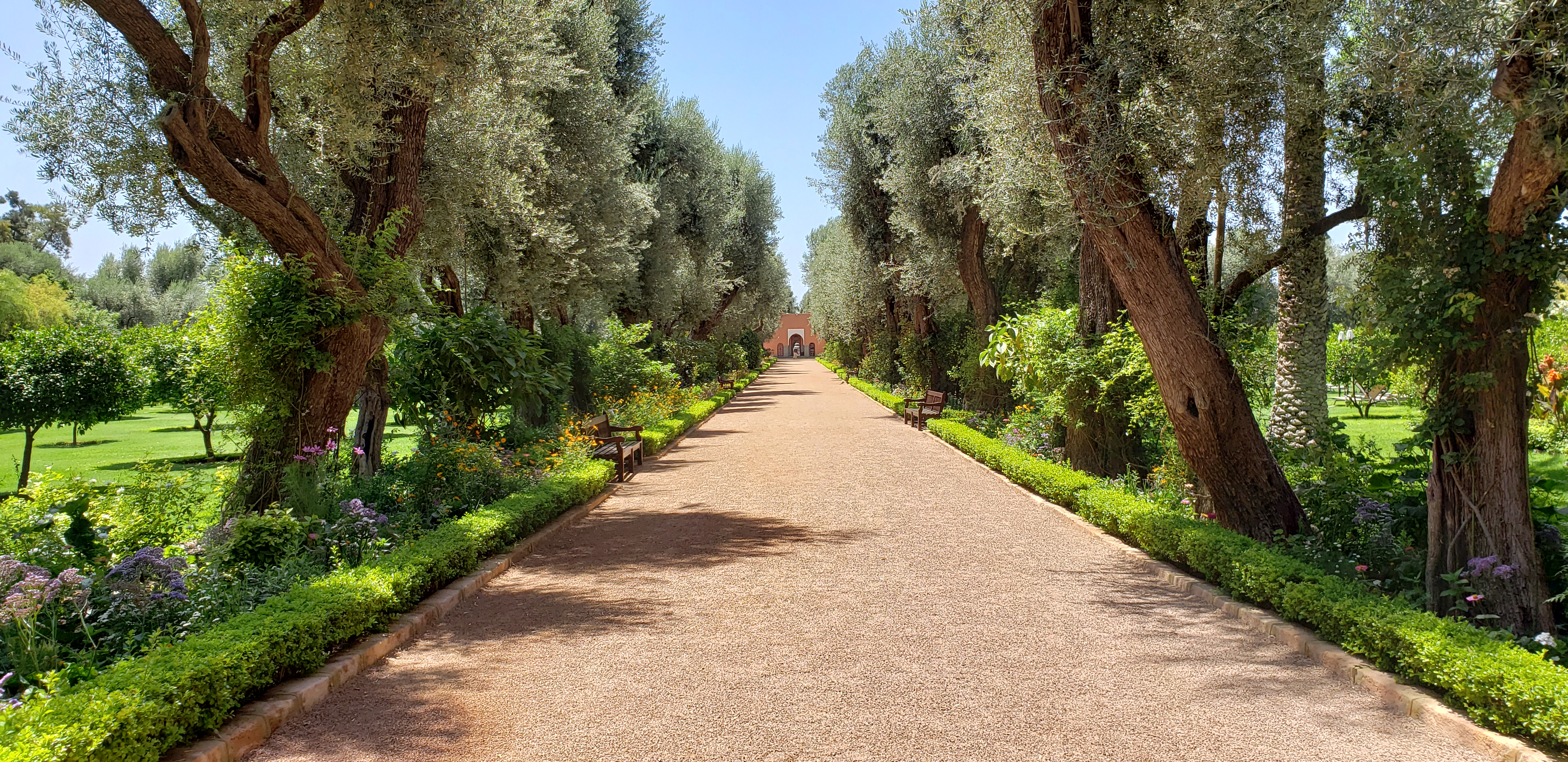
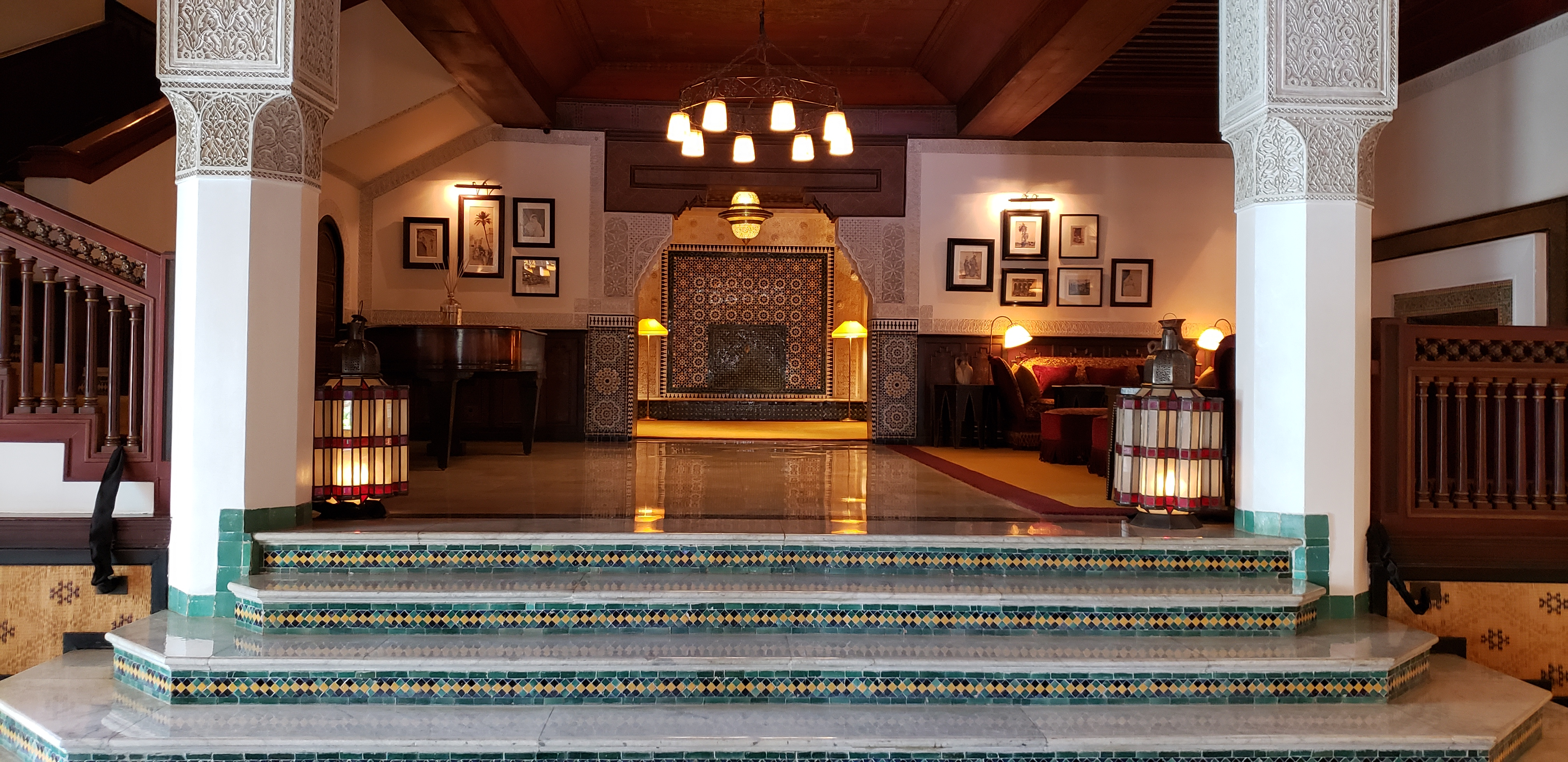